# Shallow Life
Albums de Lacuna Coil
Karmacode
(2006) Dark Adrenaline
(2012)
Shallow Life est le cinquième album du groupe Lacuna Coil sorti en 2009.
En mai 2009, l'album s'est déjà vendu à 50 000 exemplaires et s'est classé directement 16e aux États-Unis, une semaine après sa sortie.
Le 25 janvier 2010 est sorti Shallow Life (Deluxe Edition), contenant un second CD avec les 3 bonus de l'album dont un titre inédit, des morceaux acoustiques et live et une pochette légèrement différente accompagnée d'un nouveau livret.

## Liste des chansons
1. Survive - 3:34
2. I Won't Tell You - 3:48
3. Not Enough - 3:40
4. I'm Not Afraid - 3:22
5. I Like It - 3:42
6. Underdog - 3:40
7. The Pain - 4:00
8. Spellbound - 3:22
9. Wide Awake - 3:52
10. The Maze - 3:38
11. Unchained - 3:22
12. Shallow Life - 4:00
13. Oblivion (Bonus de l'édition limitée) - 4:10
14. The Last Goodbye (Bonus de l'édition japonaise) - 4:16

## Singles
Plusieurs singles sont issus de cet album, dont :
- « Spellbound », 1er single issu de l'album. Deux clips vidéos différents existent pour cette chanson.
- « I Like It », second single de l'album; un clip a également été tourné.
- « I Won't Tell You » est le 3e clip officiel réalisé pour cet album; il a été diffusé le 15 janvier 2010 en avant-première sur le MySpace du groupe.